# Konzert für Oboe und kleines Orchester D-Dur
Das Konzert für Oboe und kleines Orchester D-Dur AV 144 (TrV 292) von Richard Strauss entstand 1945 und wurde am 26. Februar 1946 in Zürich uraufgeführt. Es ist dem Tonhalle-Orchester Zürich und dessen Leiter Volkmar Andreae gewidmet. Solist der Uraufführung war der Solo-Oboist des Tonhalle-Orchesters, Marcel Saillet.
Satzfolge (ohne Unterbrechungen durchgespielt):
- Allegro moderato
- Andante
- Vivace
- Allegro

## Entstehung
Das Konzert entstand unmittelbar nach den Metamorphosen für 23 Solostreicher, und beide Werke wurden zwei Jahre später vom Komponisten als eine seiner „Werkstattarbeiten“ bezeichnet, „damit das vom Taktstock befreite rechte Handgelenk nicht vorzeitig einschläft“.
Zwischen den in deprimierter Stimmung komponierten „Metamorphosen“ und dem bereits wesentlich optimistischer klingenden Oboenkonzert lag für Strauss das Ende des Zweiten Weltkriegs und der erste Kontakt mit den kurz zuvor in seinem Tagebuch noch als „verbrecherische Soldateska“ bezeichneten Amerikanern: Etwas überrascht stellte er fest, dass diese ihm mit Ehrerbietung entgegentraten, Autogramme erbaten – und seiner Villa in Garmisch die Kategorie off limits zuwiesen. Die Besatzungstruppen waren ab jetzt „äußerst liebenswürdig und wohlwollend“.
Einer dieser Soldaten war der 24-jährige Oboist John de Lancie aus Chicago, der Strauss direkt darauf ansprach, ob er jemals an ein Konzert für die Oboe gedacht habe. Seine Antwort war ein klares „Nein!“. Kurz darauf begann Strauss die Komposition seines Oboenkonzerts.
Während der Arbeit zog Strauss wegen seines angeschlagenen Gesundheitszustandes und der schlechten Versorgungslage im Nachkriegsdeutschland in die Schweiz um, ein Plan, den er schon seit dem Sommer 1944 verfolgt hatte. Im Hotel Verenahof in Baden im Aargau, seinem vorläufigen Aufenthalt, stellte er das Konzert dann im Oktober 1945 fertig.

## Uraufführung
Am 25. Januar 1946 wurden die „Metamorphosen“ in Zürich uraufgeführt – in Abwesenheit des Komponisten (obwohl er tags zuvor die Probe dirigiert hatte), vielleicht aufgrund der persönlichen Bedeutung, die dieses Stück für ihn hatte, vielleicht aber auch aufgrund der Widerstände, die ihm in der Schweiz weiterhin entgegengebracht wurden. Am 26. Februar 1946 fand dann, ebenfalls in Zürich, die Uraufführung des Oboenkonzerts statt, und diesmal wollte der Komponist dabei sein. Die Veranstalter wiesen ihm im Bewusstsein seiner nicht aufgearbeiteten politischen Vergangenheit einen Sitzplatz in den hinteren Reihen des Saales zu; eine Zuhörerin aus der ersten Reihe tauschte jedoch mit ihm den Platz und brachte ihn damit symbolisch wieder auf die Bühne zurück.

## Besetzung
Die Besetzung des Konzerts ist Solooboe, 2 Flöten, Englischhorn, 2 Klarinetten, 2 Fagotte, 2 Hörner und Streicher.

## Struktur
Das Konzert für Oboe und kleines Orchester D-Dur ist in klassischer Form geschrieben. Die ersten drei Sätze gehen pausenlos ineinander über, vor dem letzten Satz ist der musikalische Lauf durch eine Fermate kurz gestoppt. Der Solopart läuft, von einigen Zwischenspielen des Tutti abgesehen, durch das ganze Stück. Er wird, manchmal sekundiert von der Solobratsche oder dem Solovioloncello, von einem delikat instrumentierten kleinen Orchester begleitet, das die Solostimme stets plastisch hervortreten lässt. Die kontrapunktisch ebenso schlicht wie kunstvoll verarbeiteten Themen lassen die Eigenarten der klanglichen Register der Oboe trefflich zur Geltung kommen.